# Xuelu (köpinghuvudort i Kina, Shaanxi, lat 34,41, long 108,34)
Xuelu (kinesiska: 薛录, 薛录镇) är en köpinghuvudort i Kina. Den ligger i provinsen Shaanxi, i den nordvästra delen av landet, omkring 54 kilometer väster om provinshuvudstaden Xi'an. Antalet invånare är 26 296. Befolkningen består av 12 829 kvinnor och 13 467 män. Barn under 15 år utgör 16,0 %, vuxna 15-64 år 72 %, och äldre över 65 år 10,0 %.
Runt Xuelu är det mycket tätbefolkat, med 1 266 invånare per kvadratkilometer. Närmaste större samhälle är Xiaocun, 17,7 km söder om Xuelu. Trakten runt Xuelu består till största delen av jordbruksmark.
Genomsnittlig årsnederbörd är 668 millimeter. Den regnigaste månaden är september, med i genomsnitt 143 mm nederbörd, och den torraste är december, med 1 mm nederbörd.